# قنب
القِنَّب هو الاسم الشائع لنباتات من جنس القِنَّب الهندي (cannabis)، تتبع الفصيلة القِنَّبية.
كثيرًا ما يستخدم الاسم للإشارة فقط لزراعة سلالة القِنَّب لأغراض صناعية (غير المخدرات). للقنب الصناعي استخدامات كثيرة، بما فيها الورق، والمنسوجات، واللدائن القابلة للتحلل الحيوي، والغذاء، والوقود. وهي واحدة من أسرع المصادر الطبيعية المعروفة نموًا، وواحدة من أبكر النباتات المستأنسة المعروفة. كما أنه يتماشى بالتوازي مع فكرة المستقبل الأخضر وهو هدف تزداد شعبيته يومًا بعد يوم. فالقنب لا يتطلب الكثير من مبيدات الآفات، وأي من مبيدات الأعشاب، وهو يمنع تعرية التربة السطحية، وينتج الأوكسجين. وعلاوة على ذلك، يمكن استخدام القنب ليحل محل العديد من المنتجات الضارة المحتملة، مثل الأوراق التي تصنع من الشجر (عملية تحضير الورق تستخدم المبيضات وغيرها من المواد الكيميائية السامة، وتسهم في إزالة الغابات)، مستحضرات التجميل، والبلاستيك، التي يعتمد أكثرها على النفط ولا تتحلل بسهولة.

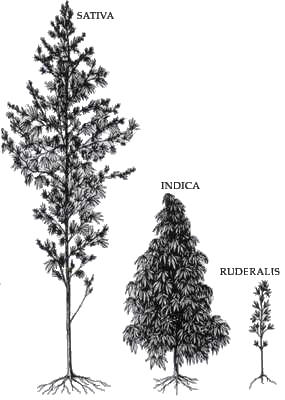
تنوع مظهر القنب، فقط ساتيفا (على اليسار) مناسب للقنب الصناعي، ولكن له أيضًا أنواع دوائية

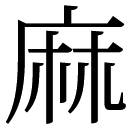
وجد أن استخدام القنب يعود إلى 10000 سنة على الأقل في تايوان

في الإتحاد الأوروبي وكندا، يتوجب الحصول على تراخيص لزراعة القنب. وفي المملكة المتحدة، تصدر وزارة الداخلية ترخيص الزراعة بموجب قانون إساءة استخدام المخدرات لعام 1971.
يشار إلى القنب المزروع لغير أغراض المخدرات بالقنب الصناعي، ويستخدم في صناعة الألياف لاستخدامها في طائفة واسعة من المنتجات، وكذلك الجوانب الغذائية للبذور وكذلك من أجل الزيت. القنب البري عادة ما يكون سلالة من القنب الطبيعي أو البذور التي نجت من عملية الحصاد ونمت وحدها.
القنب المستأنس أو المزروع (L. subsp. sativa var. sativa) هو نوع يزرع للاستخدام الصناعي في أوروبا، وكندا، وأماكن أخرى، بينما يمتلك القنب الهندي (C. sativa subsp. indica) بصفة أليافًا ضعيفةً، وتستخدم في المقام الأول لإنتاج العقاقير الطبية والترفيهية. والفرق الرئيسي بين هذين النوعين من النباتات هو المظهر وكمية (Δ9-رباعي هيدرو كانابينول (THC)) تتراهيدروكانابينول المفرز في الخليط الراتينجي في شعر البشرة المسمى غدد التريكوم (نمو خارجي من بشرة النبات على هيئة شعيرات غدية أو غير غدية). وقد تمت الموافقة على سلالات من القنب للإنتاج الصناعي، بكمية دقيقة فقط لإنتاج كميات من هذا الداوء ذو التأثير النفساني، وهو لا يكفي لأية آثار جسدية أو نفسية. يحتوي القنب عادة على أقل من 0.3 ٪ من التتراهيدروكانابينول، في حين أن القنب الهندي المزروع لصناعة الماريجوانا يمكن أن يحتوي على أية حال من 6 أو 7 ٪ إلى 20 ٪ أو حتى أكثر.
ينتج القنب الصناعي في العديد من البلدان في جميع أنحاء العالم. المنتجون الرئيسيون هم كندا، فرنسا، و الصين. الولايات المتحدة هي الدولة الصناعية الوحيدة التي تواصل في حظر القنب الصناعي. ففي حين أن القنب يستورد إلى الولايات المتحدة أكثر من أي بلد آخر، فإن حكومة الولايات المتحدة لم تميز بين الماريجوانا والقنب عديم التأثير النفساني والمستخدم لأغراض تجارية وصناعية.

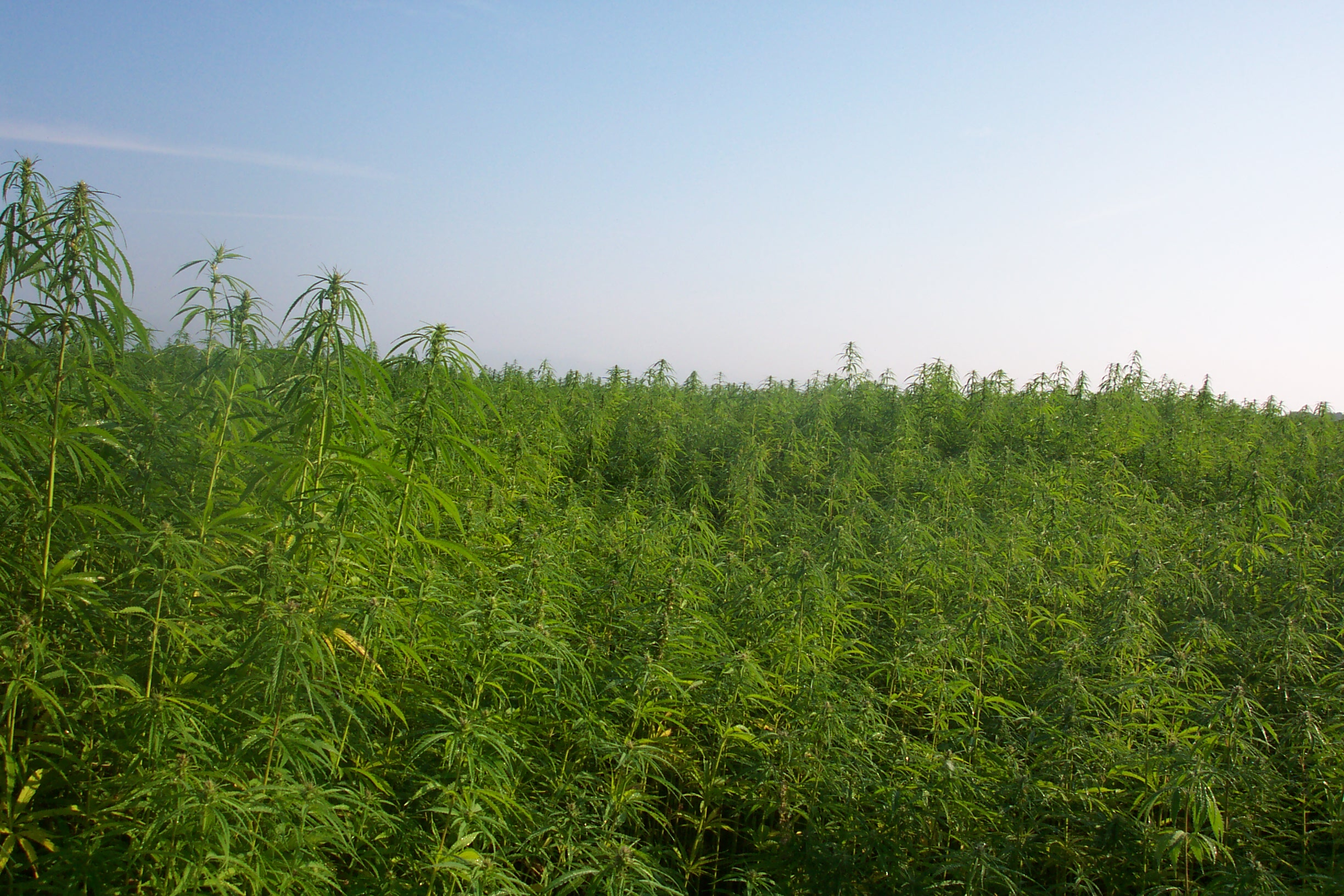
إنتاج القنب الصناعي في فرنسا

## الاستخدامات

### الألياف

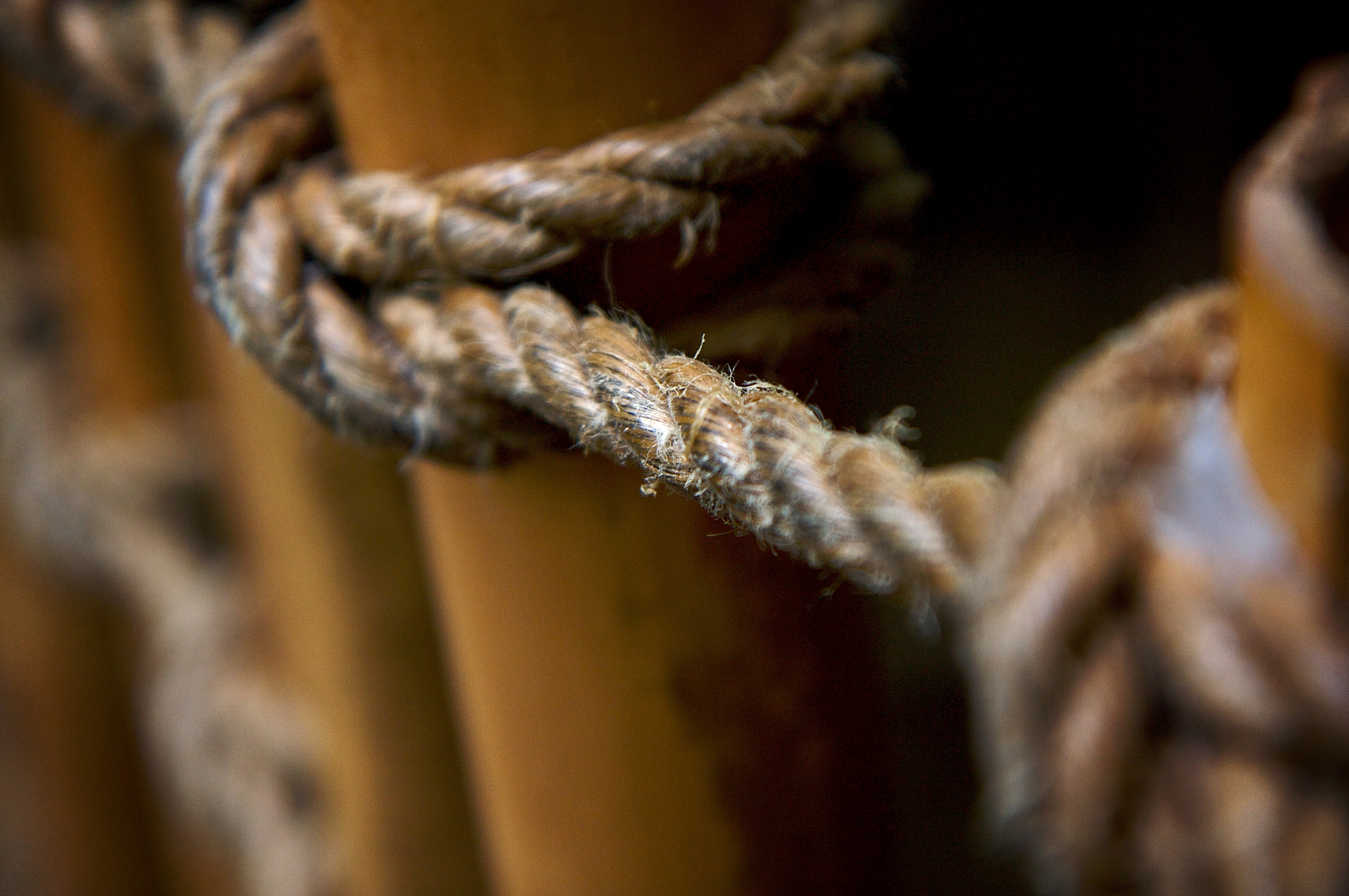
حبل من القنب في تكساس، دالاس، الولايات المتحدة، في الحوض المائي في دالاس

الألياف هي واحدة من أهم الأجزاء في نبات القنب، ومن الشائع أن تدعى ألياف لحائية (بالإنجليزية: bast fiber)، وهي تنمو على السطح الخارجي لساق النبات الخشبي الداخلي، وتحت الجزء الخارجي (اللحاء). تعطي الألياف اللحائية قوة للنباتات، وهذا ينطبق بصورة خاصة في نبات القنب. يمكن لألياف القنب أن تبلغ طولاً من 0.91 متر (3 أقدام) إلى 4.6 متر (15 أقدام)، وتكون الألياف على طول النبات. واعتمادًا على العملية المستخدمة لإزالة الألياف من ساق النبات، فقد تكون الألياف بلون أبيض قشدي، أو بني، أو رمادي، أو أسود، أو أخضر.
لقد انخفض إنتاج القنب من أجل أليافه بشدة خلال القرنين الماضيين، ولكن قبل الثورة الصناعية، كانت ألياف القنب ذات شعبية لأنها قوية وتنمو بسرعة، وهي تنتج 250 ٪ أكثر من ألياف القطن، و 600 ٪ أكثر من ألياف الكتان عندما تنمو على نفس الأرض. استخدم القنب لصنع الورق. ويستخدم لصنع قماش لوحات الرسم الزيتية. وقد كان للقنب شعبية كبيرة لأن له الكثير من الاستخدامات. فقد استخدم نوع قنب مانيلا في الحبال. واستولى الخيش المصنوع من الجوت على سوق الأكياس. وقد بدأت صناعة الورق باستخدام لب الخشب. وتحولت صناعة السجاد إلى الصوف، والسيزال، والجوت، ثم النايلون. وتطبيقات الشبكات استولى عليها القطن والمواد التركيبية. ويعتقد أن إنتاج الورق المصنوع من القنب في العالم يبلغ نحو 120000 طن في السنة في عام 1991 الذي كان نحو 0.05 ٪ من حجم الإنتاج العالمي السنوي.

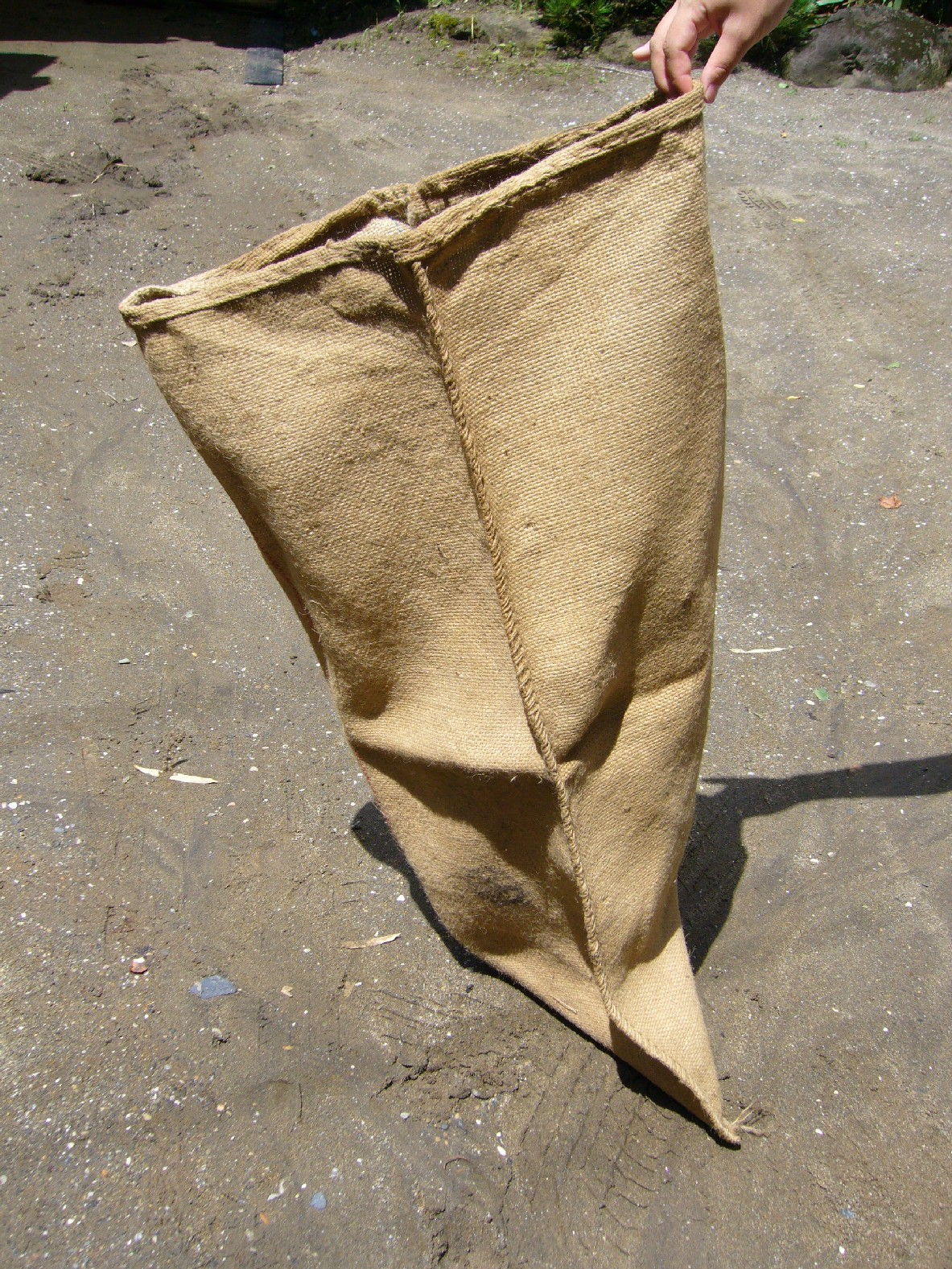
كيس مصنوع من ألياف القنب

تستخدم ألياف القنب اليوم في الحبال، والخيوط المبرومة، وكذلك في الأكياس وأقمشة التغطية المتينة التي لاتبلى بسرعة. يصنع القنب ضمن أقمشة رقيقة تستخدم لتغطية الجدران والستائر.
ألياف القنب سمراء داكنة إلى بنية اللون، وهي ليست دقيقة ورفيعة كما هي الحال في ألياف الكتان.
متانة القنب (5.8-6.8 غرام / دنييه) تقارن بتلك لألياف الكتان. وهذه الألياف عالية المتانة لا تبلى بسهولة عندما تتعرض للمياه. ألياف القنب مقاومة للحشرات ولكنها تتضرر بالعفن. ضوء الشمس يؤثر على القنب بنفس الطريقة التي يؤثر فيها على القطن.
الخصائص الكيميائية للقنب مماثلة لتلك التي للقطن وللكتان. تحل القلويات الساخنة والمركزة ألياف القنب، ولكن القلويات الممددة الباردة أو الساخنة لا تضر الألياف. وفيما عدا الحموض الضعيفة والباردة، فإن الحموض المعدنية تخفض من المتانة، ثم يمكنها تدمير الألياف نهائيًا. لا تضر مواد القصر (المبيضات)، ومذيبات التنظيف العضوية، القنب إذا استخدمت بطريقة سليمة.
للقنب قابلية امتصاص جيدة. ويصل محتوى الرطوبة إلى 12 ٪، ويمكن لألياف القنب أن تمتص رطوبة تصل إلى 30 ٪ من وزنها. بينما القطن 7-11% والفيسكوز 11-17%.

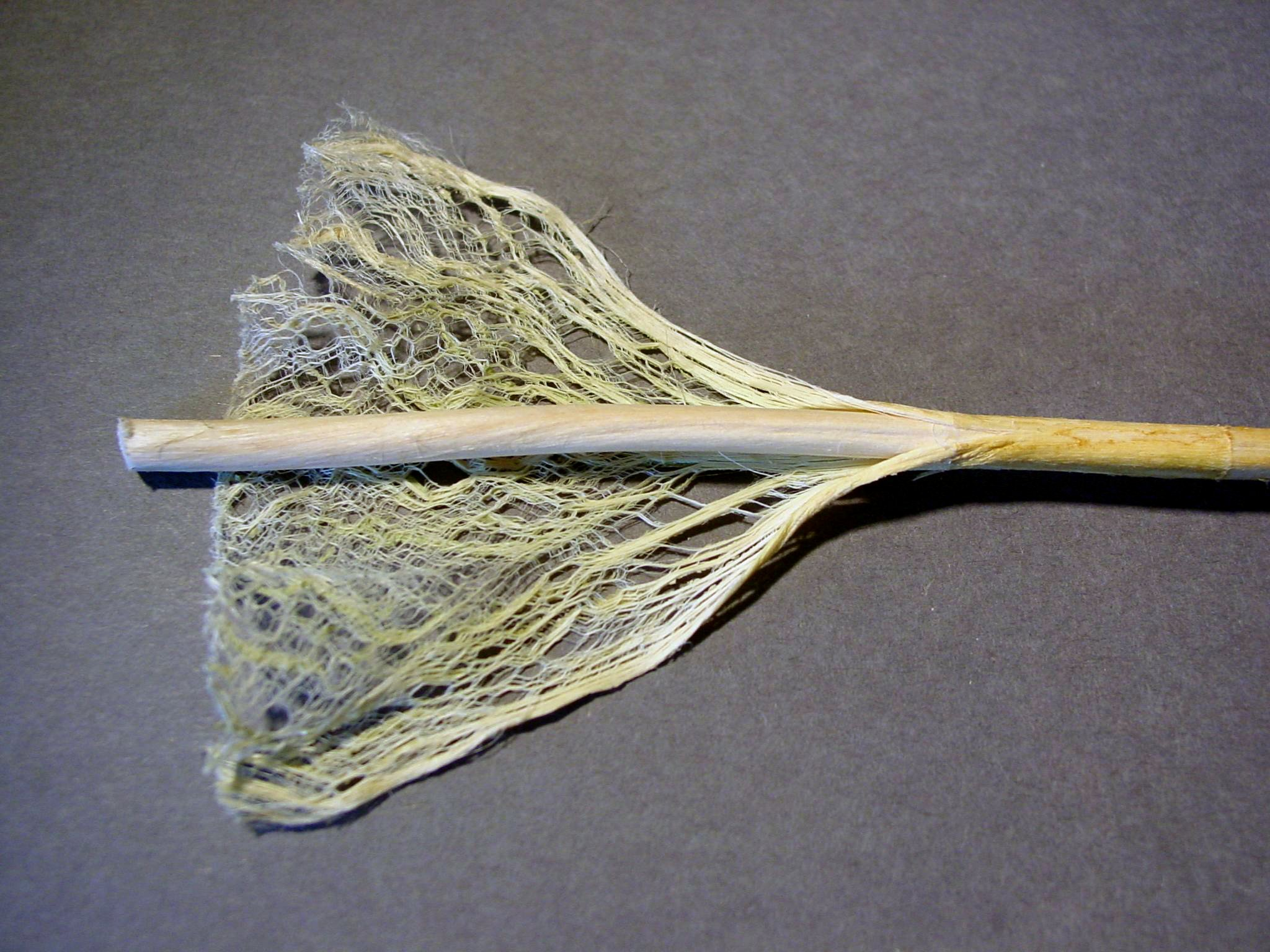
ألياف القنب المحيطة بساق نبات القنب